# Ледиг, Аньес
Аньес Ледиг (родилась в 1972 году в Страсбурге) — французская писательница .

## Биография
Родилась в 1972 году в семье школьных учителей. В детстве увлекалась литературой, но решила получить медицинское образование и поступила в Страсбургскую акушерскую школу, чтобы «заботиться о других», что стало девизом ее жизни. До 2015 года работала частной акушеркой в Эльзасе.
Начала писать в 2005 году. Ее первый роман, Marie d'en Haut был опубликован издательством Les Nouveaux Auteurs и завоевал сердца читателей; получил премию Femme Actuelle за 2011 год. В том же издательстве в 2013 году вышел роман «Just Before Happiness»; был отмечен премией Maison de la presse. Затем последовали четыре романа, выпущенные издательством  Albin Michel. В 2020 году в издательстве Flammarion вышел седьмой роман Ледиг — Se le dire fin.
С ноября 2018 года является представителем французского общества Établissement français du sang с целью популяризации донорства.
В декабре 2018 года вместе с Филиппом Бессоном занималась организацией ярмарки книг карманного формата livre de Poche d'Angoulême.
В мае 2019 года была президентом 50-й премии Дома прессы, присуждаемой при поддержке Министерства культуры.

### Романы
- 2011 : Marie d’en haut est publié aux Nouveaux Auteurs et remporte le prix " coup de cœur des lectrices « du roman Femme Actuelle 2011[5]. Il se vend à  15000 exemplaires et pourrait être porté à l'écran par Sandrine Bonnaire[6][7].
- 2013 : Juste avant le bonheur est publié chez Albin Michel et reçoit le prix Maison de la Presse[8].
- 2014 : Pars avec lui, Albin Michel.
- 2016 : On regrettera plus tard, Albin Michel.
- 2017 : De tes nouvelles, Albin Michel.
- 2018 : Dans le murmure des feuilles qui dansent, Albin Michel
- 2019 : Compter les couleurs
- 2020 : Se le dire enfin,  Flammarion[a]
- 2021 : La toute petite reine, Flammarion
- 2023 : Un abri de fortune, Albin Michel
- Octobre 2023 : Sous l'écorce " aux Éditions Le Robert

### Молодёжные
- Le Petit Arbre qui voulait devenir un nuage, récit pour la jeunesse, illustrations de Frédéric Pillot, Albin Michel Jeunesse, Шаблон:Date-.
- Le Cimetière des mots doux, récit pour la jeunesse, illustrations de Frédéric Pillot, Albin Michel Jeunesse, Шаблон:Date-.
- Le Petit Poucet, Père Castor, illustrations de Frédéric Pillot, 2021.

### Новеллы
- Un petit morceau de pain, dans 13 à table ! 2015, Paris : Pocket n° 16073, Шаблон:Date-. ISBN 978-2-266-25405-2
- Karen et moi, dans 13 à table ! 2016, Paris : Pocket n° 16479, Шаблон:Date-. ISBN 978-2-266-26373-3
- Je te donne. 3 histoires d’amour, recueil collectif, auteurs : Baptiste Beaulieu, Martin Winckler et Agnès Ledig, Librio, Шаблон:Date-.
- Le soleil devrait être au rendez-vous dimanche, dans 13 à table ! 2017. Paris : Pocket n° 16745, Шаблон:Date-, p. 131—148. ISBN 978-2-266-27126-4

### Разное
- Mon guide gynéco. Devenir actrice de sa santé, écrit avec le docteur Teddy Linet, préface de Martin Winckler et illustrations de Jack Koch, Fleuve éditions, Шаблон:Date-.
- L’Esprit Papillon. Déployez vos ailes et gagnez en légèreté, illustrations de Jack Koch, Pocket, Шаблон:Date-.